# Заборка (Тюменская область)
Заборка — деревня в Викуловском районе Тюменской области России. Входит в состав Балаганского сельского поселения.

## История
В «Списке населенных мест Российской империи» 1871 года издания (по сведениям 1868—1869 годов) населённый пункт упомянут как казённая деревня Заборская Ишимского округа Тобольской губернии, при реке Ишиме, расположенная в 181 версте от окружного центра города Ишим. В деревне насчитывалось 57 дворов и проживало 294 человека (144 мужчины и 150 женщин).
В 1926 году в деревне имелось 88 хозяйств и проживало 360 человек (167 мужчин и 193 женщины). Функционировала школа I ступени. В административном отношении являлась центром Заборского сельсовета Викуловского района Ишимского округа Уральской области.

## География
Деревня находится в восточной части Тюменской области, в таёжной зоне, в пределах юго-западной части Западно-Сибирской низменности, на правом берегу реки Ишим, на расстоянии примерно 20 километров (по прямой) к юго-востоку от села Викулова, административного центра района. Абсолютная высота — 68 метров над уровнем моря.
Климат
Климат континентальный с суровой холодной зимой. Годовое количество осадков — 417 мм. Средняя температура января составляет −18,9 °C, июля — +18 °C. Продолжительность периода с
устойчивым снежным покровом — 161 день.
Часовой пояс
Деревня Заборка, как и вся Тюменская область, находится в часовой зоне МСК+2. Смещение применяемого времени относительно UTC составляет +5:00.

## Население
| 2010 |
| ---- |
| 187  |

Гендерный состав
По данным Всероссийской переписи населения 2010 года в гендерной структуре населения мужчины составляли 55,1 %, женщины — соответственно 44,9 %.
Национальный состав
Согласно результатам переписи 2002 года, в национальной структуре населения русские составляли 99 % из 224 чел.

## Улицы
Уличная сеть деревни состоит из двух улиц и трёх переулков.